# Adolfo Zeoli
Adolfo Javier Zeoli Martínez (Montevideo, 2 maggio 1962) è un ex calciatore uruguaiano, di ruolo portiere.

## Caratteristiche tecniche
Giocava come portiere.

## Carriera

### Club
Crebbe nel Danubio, società della sua città natale, entrando a far parte della prima squadra nel 1982; con il passare degli anni divenne titolare, giocando un ruolo di rilievo nella conquista del campionato nazionale 1988, partecipando alla successiva Coppa Libertadores 1989, in cui la sua formazione arrivò fino alle semifinali. Proprio al termine di questa competizione si trasferì in Spagna, al Tenerife, ove giocò l'ultima parte della stagione 1989-1990, dalla diciottesima giornata in poi. Lasciata l'Europa, tornò nel proprio continente d'origine, passando agli argentini del Mandiyú; con questa società disputò sei partite, mentre nel campionato 1991-1992 fu il titolare del Talleres di Córdoba. Dopo un breve periodo nell'Emelec, formazione ecuadoriana, Zeoli venne ceduto al River Plate, che lo schierò per dodici partite del campionato 1992-1993 e in tre incontri della Coppa Libertadores 1993. Terminò poi la sua esperienza in Argentina con un totale di 47 presenze e 40 reti subite. Nel 1994 disputò il massimo torneo boliviano con il Bolívar, aggiudicandosi il titolo. Dopo un breve ritorno in patria e una esperienza in Cile, chiuse la carriera al Danubio, società di cui è uno dei giocatori maggiormente conosciuti.

### Nazionale
Fu convocato per la prima volta nel 1988, e fece il suo debutto il 27 settembre 1988 in una gara di Coppa Boquerón ad Asunción contro l'Ecuador. Fu poi incluso nella lista dei convocati per la Copa América 1989, e disputò tutto il torneo da titolare, subendo tre reti in sei partite. Per il successivo campionato del mondo 1990, però, il posto di portiere fu occupato per tutta la manifestazione da Fernando Alvez, e Zeoli non entrò mai in campo.

## Palmarès

### Club
- Campionato uruguaiano: 1

Danubio: 1988
- Campionato boliviano: 1

Bolívar: 1994

### Nazionale
- Campeonato Sudamericano de Football: 1

Cile 1955